# Swiftia spauldingi
Swiftia spauldingi is een zachte koraalsoort uit de familie Plexauridae. De koraalsoort komt uit het geslacht Swiftia. Swiftia spauldingi werd in 1909 voor het eerst wetenschappelijk beschreven door Nutting. 